# Hyperaeschrella horishana
Hyperaeschrella horishana är en fjärilsart som beskrevs av Matsumura 1925. Hyperaeschrella horishana ingår i släktet Hyperaeschrella och familjen tandspinnare. Inga underarter finns listade i Catalogue of Life.